# 295e régiment d'infanterie territoriale
Le 295e régiment d'infanterie territoriale est un régiment d'infanterie de l'armée de terre française qui a participé à la Première Guerre mondiale.

## Création et différentes dénominations
- septembre 1916 : Dissolution

## Historique des garnisons, combats et batailles

### Première Guerre mondiale

#### Affectations
- 104e Division d'Infanterie Territoriale, d'août 1914 à novembre 1916

## Drapeau
Il ne porte aucune inscription.

## Sources et bibliographie
- Historique du 295e régiment territorial : depuis mars 1915 jusqu'au 15 septembre 1916, Brive, Impr. de la république, 1920, 29 p., lire en ligne sur Gallica.